# Gmina związkowa Rengsdorf
Gmina związkowa Rengsdorf (niem. Verbandsgemeinde Rengsdorf) − dawna gmina związkowa w Niemczech, w kraju związkowym Nadrenia-Palatynat, w powiecie Neuwied. Siedziba gminy związkowej znajdowała się w miejscowości Rengsdorf.
1 stycznia 2018 gmina związkowa została połączona z gmina związkową Waldbreitbach tworząc nową gminę związkową Rengsdorf-Waldbreitbach.

## Podział administracyjny
Gmina związkowa zrzeszała 14 gmin wiejskich:
1. Anhausen
2. Bonefeld
3. Ehlscheid
4. Hardert
5. Hümmerich
6. Kurtscheid
7. Meinborn
8. Melsbach
9. Oberhonnefeld-Gierend
10. Oberraden
11. Rengsdorf
12. Rüscheid
13. Straßenhaus
14. Thalhausen